# Casato di La Tour d'Auvergne
La Tour d'Auvergne era una famiglia nobile francese. Il ramo maggiore, estinto nel 1501, detenne il titolo di Conti d'Alvernia e Conti di Boulogne per circa mezzo secolo. Il ramo minore, estinto nel 1802, detenne il titolo di Duca di Bouillon dal 1594 ed i titoli di Duca d'Albret e Duca di Château-Thierry dal 1651. Il nome fu anche adottato dal famoso soldato Théophile Malo Corret de la Tour d'Auvergne, che discende da un ramo illegittimo della famiglia.

## Linea maggiore: conti d'Auvergne e Boulogne

Stemma dei Conti d'Alvernia e di Boulogne della casata de La Tour-d'Auvregne

Stemma Auvergne

Stemma Courtenay

Sebbene diversi La Tours sono menzionati nei documenti dal XI al XII secolo, la storia della famiglia rimane incerta fino al XIII secolo, quando possedettero la signoria di La Tour nella contea di Alvernia, da qui il nome.
La famiglia medievale era imparentata, attraverso matrimoni, con altre importanti dinastie del Sud francese, incluso i Ventadour, La Rochefoucauld ed Levis-Mirepoix.
I La Tours d'Auvergne mantennero forti legami con i papi avignonesi e molti di loro divennero vescovi e cardinali, in particolare dopo il 1352 quando Guy de la Tour sposò Marthe Rogier de Beaufort nipote di papa Gregorio XI e pronipote di papa Clemente VI. Il loro figlio, Bertrando IV de La Tour (1375–1423) sposò una ricca ereditiera, Maria I, Contessa d'Alvernia, nel 1389, con il loro figlio Bertrando V de La Tour che successe nella Contea d'Alvernia e di Boulogne nel 1437.
Il nipote di Bertrando V, Jean III de La Tour d'Auvergne (1467–1501) fu l'ultimo conte medievale d'Auvergne di Boulogne e Lauragais. Dal suo matrimonio con Giovanna di Borbone-Vendôme ebbe due figlie:
- La maggiore, Anne de La Tour d'Auvergne, sposò John Stewart, Duca d'Albany da cui ebbe un figlio maschio John Stewart. Si risposò con Louis de Seyssel Count de la Chambre da cui ebbe cinque figli maschi, di cui il quarto Philippe de la Chambre divenne cardinale di Boulogne.
- La minore, Madeleine de La Tour d'Auvergne, sposò Lorenzino de' Medici da cui ebbe Caterina che ereditò sia Auvergne che Boulogne e divenne Regina di Francia.

La maggiore delle sorelle di Giovanni, Jeanne de La Tour d'Auvergne, sposò Aymar de Poitiers. Furono i nonni di Diane de Poitiers favorita di Enrico II, Re di Francia.
Il ramo cadetto di questa famiglia, estinto nel 1497, possedé anche la signoria di Montgascon. Anne de La Tour d'Auvergne, l'ultima della sua stirpe ed erede di questa signoria, si sposò tre volte:
- in prime nozze, nel 1506, con Carlo di Borbone, conte di Roussillon
- in seconde nozze, nel 1510, con Giovanni di Montmorency, signore di Chantilly
- in terze nozze, nel 1518, con un lontano cugino Francesco II de la Tour, visconte di Turenne. Per i figli del suo ultimo matrimonio vedere sotto.

## Linea minore: visconti di Turenne e principi di Sedan

Stemma della viscontea di Turenne

Bertrand de La Tour d'Auvergne, proprietario di Olliergues e diverse altre signorie, fu il capostipite del ramo minore della famiglia.

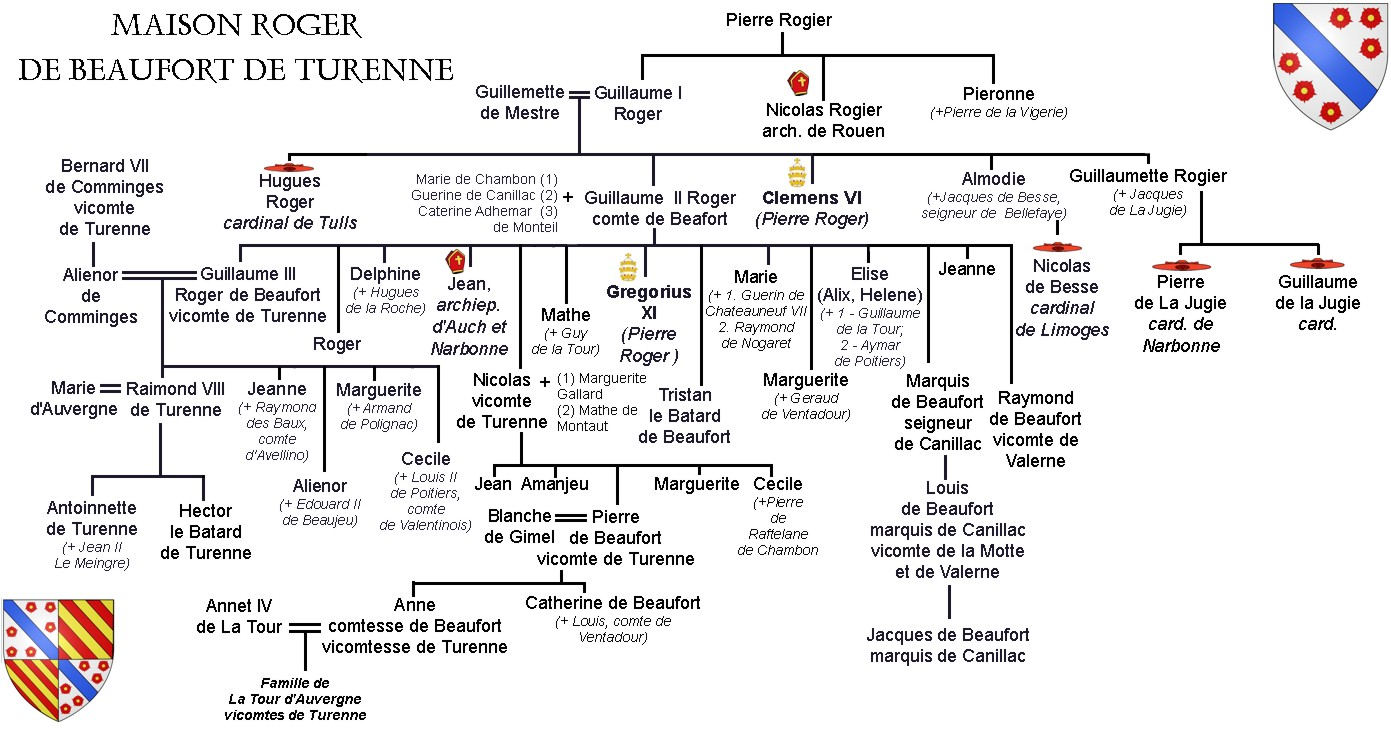
Famiglia de Beaufort-Turenne nel XIV e XV secolo

Morì nel 1329 e fu seppellito a Clermont-Ferrand. Il suo bisnipote, Guglielmo de la Tour diventò vescovo di Rodez e Patriarca cattolico di Antiochia. Il nipote di quest'ultimo Agne IV di Oliergues, sposò nel 1444 sua cugina, la viscontessa Anna di Beaufort, succedendo nella Viscontea di Turenne in seguito alla sua morte.
Tra i suoi figli, il minore Antoine, signore di Murat divenne il progenitore dell'oscura linea di la Tour-Apchier, che salì alla ribalta, poco prima della sua estinzione, nel XIX secolo.

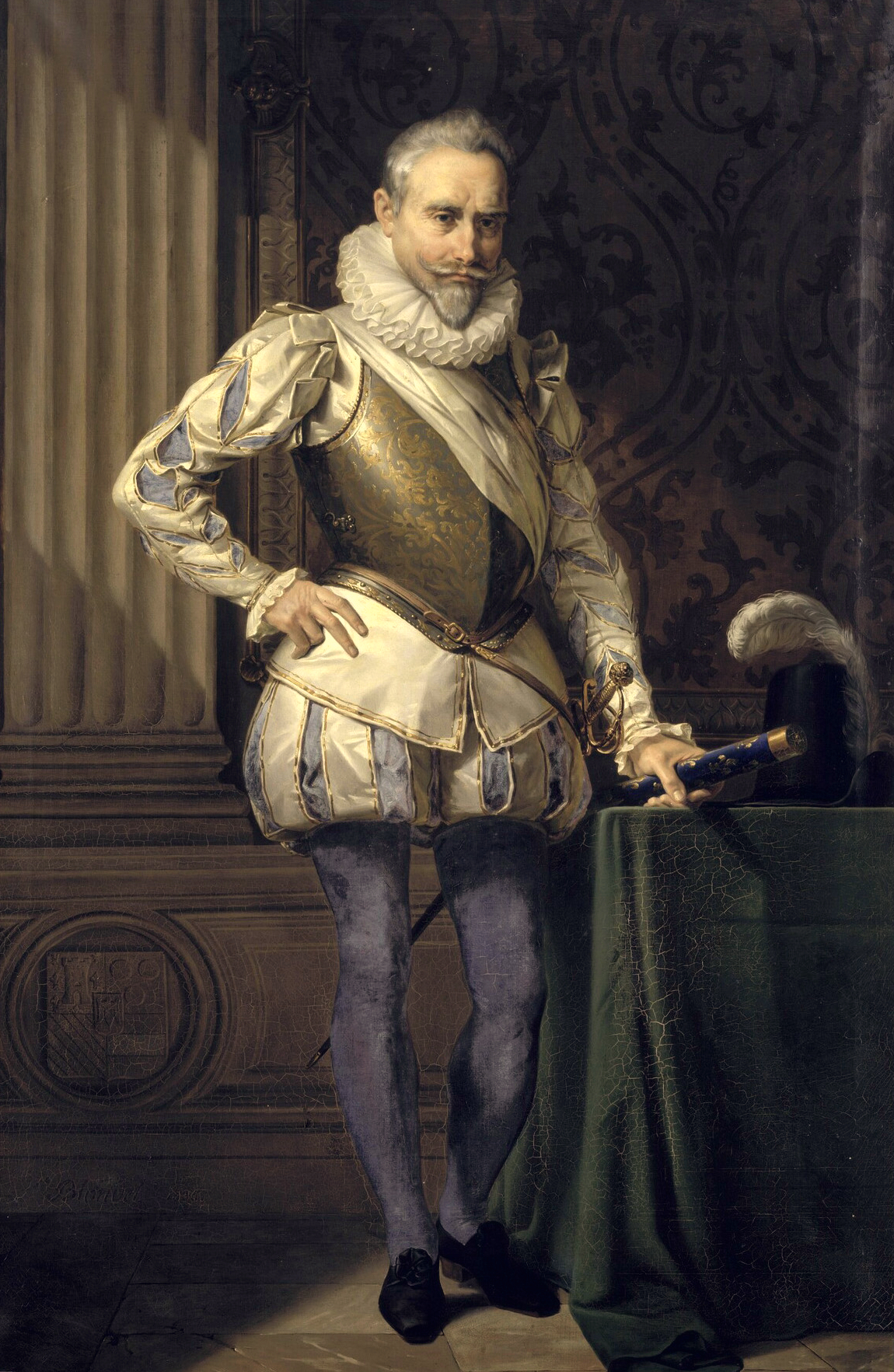
Henri de la Tour (1555-1623), Maresciallo di Francia

 Il quintogenito di Agne IV e maggiore dei suoi figli sopravvissuti, Antonio de La Tour gli successe come visconte di Turenne ed ebbe due figli. Il più giovane Gilles de la Tour, signore di Limeuil ebbe fra i suoi figli Isabeau de Limeuil meglio nota per essere stata l'amante di Luigi I di Borbone, Principe di Condé e madre dei suoi figli naturali.
Francesco II de la Tour d'Auvergne visconte di Turenne (1497–1532), era il figlio maggiore di Antonio de La Tour e marito di Anne de la Tour de Montgascon. Il loro nipote Henri de La Tour d'Auvergne (1555–1623), è ricordato come un fedele seguace della causa ugonotta di Enrico IV e Maresciallo di Francia. La sua prima moglie fu Charlotte de La Marck erede del Principato di Sedan e del Ducato di Bouillon. Alla sua morte Henri ereditò tutti i suoi titoli e possedimenti e si risposò con Elisabetta d'Orange-Nassau, figlia di Guglielmo il Taciturno
Sperando di succedere ai sovrani d'Orange dei Paesi Bassi, il loro figlio ed erede Frédéric Maurice de La Tour d'Auvergne (1605–1652) rimase al servizio olandese fino al suo matrimonio con Eleonora Catharina van den Bergh che avvenne contro il volere dei suoi genitori nel 1634 e comportò la sua conversione al cattolicesimo.
Compromesso nella cospirazione di Cinq-Mars fu perdonato alla condizione che avrebbe scambiato i suoi principati di Sedan, Jametz e Raucourt - molto importanti strategicamente - per i titoli di duca d'Albret e duca di Château-Thierry fra i Pari di Francia. Questo scambio fu formalizzato nel 1651. Sebbene a Frédéric Maurice fu promesso di adottare il rango della creazione originale del ducato di Château-Thierry per Robert III de La Marck nel 1527, ciò non poté mai avvenire a causa dell'opposizione vocale di altri duchi-pari.
Il fratello minore di Frédéric Maurice fu Henri de La Tour d'Auvergne, vicomte de Turenne (1611–1675), senza dubbio il membro più illustre di questa famiglia e uno dei generali francesi di maggior successo di sempre. Salutato da Napoleone come il più grande condottiero della storia, Turenne fu sepolto a Saint-Denis fra i re. Sia lui che suo fratello godettero del rango e la precedenza accordata ad un principe straniero nella nobiltà francese.

## Storia seguente: Duchi di Bouillon e d'Albret
Il figlio di Frederic-Maurice, Goffredo Maurizio de La Tour d'Auvergne (1641–1721), fu il primo membro della sua famiglia a diventare un vero duca sovrano di Bouillon. Ciò accadde nel 1678 quando il Ducato di Bouillon fu finalmente riconquistato dagli spagnoli dal Maresciallo de Créquy. A parte i suoi titoli ducali, Goffredo Maurizio detenne anche il titolo di Conte di Évreux. Diventò Gran Ciambellano di Francia nel 1658 e governatore d'Alvernia nel 1662. Tutti questi titoli sarebbero rimasti alla famiglia La Tour d'Auvergne per oltre un secolo.
La famiglia fu creata Prince étranger in Francia nel 1651, ciò diede loro diritto all'appellativo di Sua Altezza alla corte francese in cui vivevano.

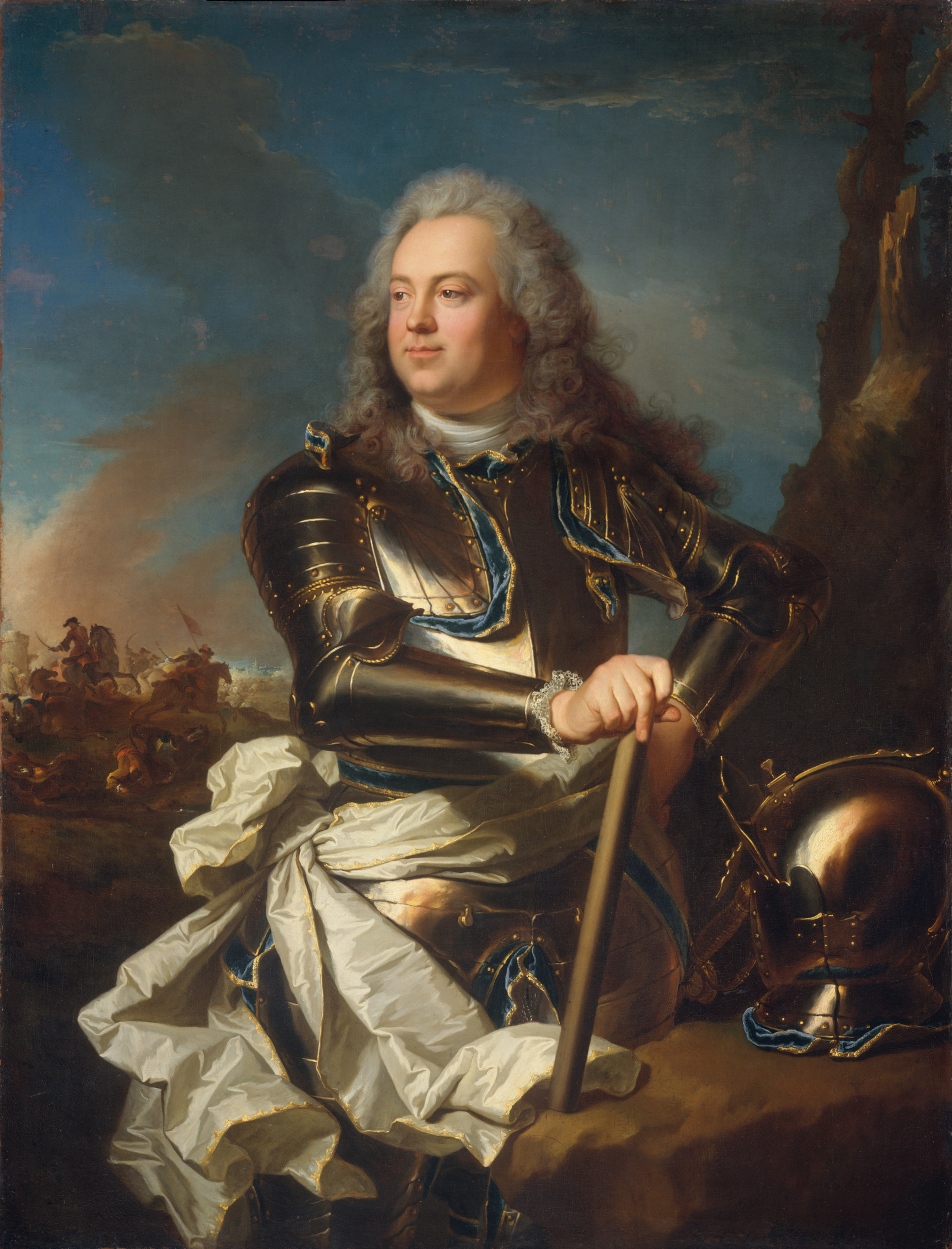
Louis Henri de La Tour d'Auvergne, comte d'Évreux, Maresciallo di Francia. Ritratto da Hyacinthe Rigaud (ca. 1720), ora al Metropolitan Museum

Il fratello minore di Goffredo Maurizio, il Conte Frederic Maurice de La Tour d'Auvergne (1642–1707), fu un importante generale al servizio degli olandesi. Sposò Enrichetta di Hohenzollern-Hechingen (1648–1698), erede del marchesato di Bergen op Zoom, un titolo che passò ai loro figli. Dopo che la loro linea si estinse nel 1732, Bergen fu attribuita al Conte palatino Johann Christian von Sulzbach (1700-1733), che aveva sposato un'erede, Marie Henriette Leopoldine de La Tour d'Auvergne, nel 1722 (genitori dell'Elettore Carlo Teodoro di Baviera).
La moglie di Goffredo Maurizio, Maria Anna Mancini (1649–1714), meglio ricordata per i suoi passatempi letterari e per il suo mecenatismo a La Fontaine, era una nipote del Cardinale Mazzarino. Il loro figlio maggiore Louis sposò l'erede del Ducato di Ventadour ma premorì ai genitori. Il Ducato di Bouillon ed altri titoli passarono al loro secondogenito, Emmanuel Théodose (1668–1730), la cui quarta moglie fu Louise Henriette Françoise di Lorena. Un altro figlio, Frédéric-Jules, Principe d'Auvergne (1672–1733), sposò un'avventuriera irlandese.
Charles Godefroy de La Tour d'Auvergne (1706 – 1771), era figlio di Emmanuel-Théodose e V Duca di Bouillon. Sua moglie fu la vedova di suo fratello, Maria Karolina Sobieska, una nipote di Giovanni Sobieski di Polonia. La loro figlia, Marie Louise Henriette Jeanne de La Tour d'Auvergne, fu una famosa avventuriera e fu ghigliottinata nel 1793. Sebbene ufficialmente sposata con Jules de Rohan, Duca di Montbazon, ebbe un figlio illegittimo che morì nell'infanzia da suo cugino Carlo Edoardo Stuart pretendente giacobita al trono d'Inghilterra e Scozia.
Suo fratello, Godefroy Charles Henri de La Tour d'Auvergne (1728–1792), fu il VI Duca di Bouillon. Sposò Luisa di Lorena, conosciuta prima del suo matrimonio come Mademoiselle de Marsan. Servì con distinzione nella Guerra dei sette anni e fu designato all'Accademia Reale di Scultura e Pittura nel 1777. In appena tre mesi, sperperò quasi un milione di livres per la sua amante, una cantante d'opera, portando la sua famiglia sull'orlo della rovina. Sebbene il VI duca abbracciò la Rivoluzione francese entusiasticamente, il Ducato di Bouillon fu annesso dalla Repubblica entro tre mesi dalla sua morte. Il suo unico figlio, Jacques Léopold Charles Godefroy, inabile a causa di un incidente stradale, morì nel 1802 senza lasciare figli sopravvissuti dal suo matrimonio con una Principessa d'Assia-Rheinfels. Di conseguenza la linea maschile della famiglia di La Tour d'Auvergne si estinse.

## Successione Bouillon
Nel 1780 il VI Duca di Bouillon sviluppò un'amicizia con Philip Dauvergne, un ufficiale britannico improgionato in Francia. Come una leggenda di famiglia disponeva, la famiglia Dauvergne rappresentava un ramo collaterale degli antichi Conti d'Auvergne, che si erano trasferiti sull'Isola di Jersey nel XIII secolo. Nel 1787 il VI Duca riconobbe questa connessione leggendaria ed adottò Philip Dauvergne, chiedendogli di succedere al proprio figlio, nel caso quest'ultimo fosse morto senza eredi maschi.
Nel 1809, Napoleone approvò un accordo, per cui le proprietà di La Tour e le passività relative allo scambio del 1651 devolute dallo Stato francese. Lo Château de Navarre e l'Hôtel d'Évreux a Parigi furono lasciati in eredità all'Imperatrice Giuseppina ed ai suoi parenti. L'Hôtel d'Évreux fu successivamente rinominato Palazzo dell'Eliseo ed attualmente serve come residenza del Presidente della Repubblica francese. Per quanto riguarda il ducato di Bouillon, i suoi cittadini riconobbero Philip Dauvergne come loro legittimo sovrano e duca.
Il Congresso di Vienna tuttavia, assegnò la sovranità del ducato al Re dei Paesi Bassi, mentre le proprietà private possedute dagli ex duchi dovevano essere ridistribuite mediante arbitrato speciale sia a Philip Dauvergne che ad un pretendente austriaco, Charles Alain de Rohan, principe di Guéméné, che era il parente più prossimo dell'ultimo duca per via paterna. La questione fu risolta a favore di Rohan e Philip Dauvergne commise suicidio due mesi dopo.
Nel 1817, Rohan fu citato in giudizio da altri pretendenti alla proprietà dei La Tour d'Auvergne, incluso il duca di Bourbon, il duca de La Tremoille, la principessa di Borbone-Condé e la principessa di Poix. Tutti erano imparentati al VII Duca di Bouillon per via materna. Sette anni più tardi, le loro affermazioni furono confermate dal tribunale di Liegi, e Rohan dovette dimettersi dalla carica di duca, anche se i suoi discendenti fino ad oggi mantengono almeno formalmente il titolo.
Nel decennio del 1820 il nome e l'eredità di La Tour furono contese dalle famiglie di La Tour d'Auvergne d'Apchier, che rappresentava l'ultima linea nota sopravvissuta di La Tour d'Auvergne prima della sua eventuale estinzione nel 1896, e La Tour d'Auvergne-Lauraguais, il cui legame storico con gli antiche linee La Tour erano incerti. Da quest'ultima famiglia provenivano il cardinale Hugues-Robert-Jean-Charles de La Tour d'Auvergne-Lauraquais e il Principe Henri de La Tour d'Auvergne-Lauraguais (1876–1914) sposò nel 1904 Elisabeth Berthier de Wagram (1885–1960), figlia del terzo Principe di Wagram e membro della dinastia Rothschild

## Genealogia parziale

### Dal XIII al XV secolo
Bernard IV:
1. Bernard (? - c. 1126):
  1. Bertrand - sposò Matheline de Béziers:
    1. Bertrand I (1150 - 1212) - sposò Judith de Morcoeur (1151 - 1208):
      1. Bernard I (c. 1191 - 29 dicembre 1253) - sposò Giovanna di Tolosa (1198 - 28 maggio 1255), figlia di Raimondo VI di Tolosa:
        1. Gaillarde (1210 - ?) - sposò Pierre de Murat, visconte (1200 - c.1270): con discendenza;
        2. Delphine (c.1210 - 1299) - sposò Ebles VI de Ventadour, visconte (c.1210 - c.1265): con discendenza;
        3. Bernard II, signore de La Tour (c.1225 - 14 agosto 1270) - sposò Yolande (c.1230 - ?):
          1. Bertrand II (1255 - 24 novembre 1296) - sposò Béatrix d'Oliergues (c.1250 - 1298):
            1. Bernard III (1275 - 19 dicembre 1325) - sposò Béatrix de Rodés, signora di Scorailles e Saint-Christophe (c.1275 - 1309):
              1. Gaillarde (c.1296 - 1350) - sposò Guy Comptour d'Apchon (c.1295 - 29 agosto 1342): con discendenza;
              2. Dauphine (c.1301 - 1380) - sposò Astorg IX de Conros d'Aurillac (c.1290 - c.1356): con discendenza;
              3. Bertrand III (1303 - 1368) - sposò Isabelle de Levis-Mirepoix (c.1305 - 5 aprile 1361):
                1. Guy, signore d'Olliergues (1325 - 17 settembre 1375) - sposò Marthe Rogier de Beaufort (c.1331 - 20 giugno 1423):
                  1. Bertrand IV (1360 - 7 settembre 1423) - sposò Marie d'Auvergne (c.1360 - 7 agosto 1437):
                    1. Bertrand V (1390 - 20 marzo 1461) - sposò Jacquette du Peschin, signora di Banassat e d'Artonne (? - 21 settembre 1473):
                      1. Louise (c.1400 - 1469) - sposò Jean V, signore di Créquy (c.1395 - 7 settembre 1472): con discendenza;
                      2. Gabrielle (c.1422 - 1486) - sposò Luigi I di Montpensier (c.1405 - 1486): con discendenza;
                      3. Elisabeth (c.1425 - 8 settembre 1488) - sposò Guillaume de Blois-Châtillon (c.1420 - 1456): con discendenza; sposò poi Arnaud Amanieu d'Albret (c.1420 - 1463): con discendenza;
                      4. Bertrand VI (1417 - 26 settembre 1497) - sposò Louise de la Trémoille (1432 - 10 aprile 1474):
                        1. Giovanni III (1467 - 28 marzo 1501) - sposò Giovanna di Borbone-Vendôme (1465 - 22 gennaio 1511): 
                          1. Anna (1496 - 1524) - sposò Giovanni Stewart (1481-1536): con discendenza;
                          2. Maddalena (1498 - 1519) - sposò Lorenzo de' Medici, duca di Urbino (1492 - 1519): fu madre di Caterina de' Medici

                        2. Jeanne (? - 1510) - sposò Aymar de Poitiers: con discendenza;
                        3. Anne (? - 13 ottobre 1512) - sposò Alexander Stewart (1454 - 1485): con discendenza; sposò poi Louis de Seyssel (? - 7 maggio 1517): con discendenza;
                        4. Françoise - sposò Gilbert de Chabannes (c.1439 - c.1493): con discendenza;

                      5. Godefroi (? - 4 luglio 1469) - sposò Anne Rogier de Beaufort (? - dopo l'8 ottobre 1511):
                        1. Jeanne - sposò Jean de Carmaing: con discendenza;
                        2. Godefroi, signore di Montgascon (? - 1497) - sposò Antoinette de Polignac (c. 1449 - 24 giugno 1535):
                          1. Anne (1492 - 1530) - sposò Moglie di François II de la Tour, vicomte de Turenne; Charles de Bourbon, comte de Roussillon e Jean de Montmorency, seigneur d'Ecouen: con discendenza;
                          2. Susanne - sposò Claude de Chalençon (c.1480 - 1529): con discendenza;

                    2. Isabeau (1392 - 1471) - sposò Louis Armand I de Polignac (c.1395 - 1451): con discendenza;
                    3. Godefroi

                  2. Louise - sposò Pons IX de Montlaur

                2. Marguerite - sposò Guy Dalmas, barone di Cousan (c.1335 - 1408): con discendenza;
                3. Constance - sposò Louis I de Brosse, signore di Boussac et de Sainte-Sévère (c.1304 - 19 settembre 1356): con discendenza;

            2. Bertrand, signore d'Oliergues (c. 1285 - ?) - sposò Marguerite Aycelin de Montaigu:
              1. Annet I (1314 - 30 marzo 1354) - sposò Catherine de Narbonne Talairan (c. 1325 - 1390):
                1. Annet II (c.1350 - 22 maggio 1404) - sposò Béatrix de Chalençon (c.1355 - ?) - discendenti vedi sotto: Linea de La Tour-d'Oliergues
                2. Jean
                3. Bertrand
                4. Alguaye

            3. Souveraine (1280 - ?) - sposò Bertrand de Saint-Chamans: con discendenza;
            4. Dauphine (? - dopo il 25 settembre 1323) - sposò Guigues V de la Roche-en-Régnier (1278 - dopo il 1344): con discendenza;

          2. Dauphine (c.1255 - c.1299) - sposò Renaud d'Aubusson, signore de la Borne (? - 29 maggio 1281): senza discendenza; sposò poi Aimery II de la Rochefoucauld (c.1255 - c.1297): con discendenza;
          3. Bernard 
            1. Arnaud - sposò Antoinette de Mayrolles

        4. Raymond
        5. Arnaud

      2. Guillaume:
        1. Jean - sposò Béatrice de Saint Julien
        2. Raimond
        3. Guillaume
        4. Pierre
        5. Orpaix

      3. Pons, co-signore di Montauriol:
        1. Roger

### Linea de La Tour-d'Oliergues
Annet II (c.1350 - 22 maggio 1404) - sposò Béatrix de Chalençon (c.1355 - ?):
1. Bertrand (c.1385 - 1450) - sposò Marguerite Rogier de Beaufort (c.1405 - prima del 1489):
  1. Annet (1425 - c.1489) - sposò Anne Rogier de Beaufort (c.1435 - 4 marzo 1479):
    1. Catherine (1465 - ?) - sposò Antoine Hélie de Pompadour, visconte di Comborn (c.1455 - c.1524): con discendenza;
    2. Antoine Raymond, barone di Murat (c.1470 - ?) - sposò Marie Motier:
      1. Jean - sposò Marguerite de Murat:
        1. Martin - sposò Marguerite Robert de Lignerac:
          1. Jacques (c.1610 - ?) - sposò Françoise Blau de Gilbertès:
            1. Jean - sposò Marie d'Apchier:
              1. Jean Maurice

    3. Antoine, visconte di Turenne (14 dicembre 1479 - 14 dicembre 1527) - sposò Antoinette de Pons de Montfort (? - 23 dicembre 1504):
      1. François II (5 luglio 1497 - 12 luglio 1532) - sposò in prime nozze Catherine d'Amboise (? - 1517); sposò poi Anne de la Tour (1492 - 1530):
        1. (II) Francesco III (25 gennaio 1526 - 13 agosto 1557) - sposò Eleonore de Montmercy (c.1526 - 1557):
          1. Enrico (28 settembre 1555 - 25 marzo 1623) - sposò Charlotte de la Marck (5 novembre 1574 - 15 maggio 1594); sposò poi Elisabetta di Nassau (26 aprile 1577 - 3 settembre 1642):
            1. Enrico:
              1. (ill.) Mathurin Correc:
                1. Olivier - sposò Jeanne Lucrèce Salaun:
                  1. Théophile Malo (1743 - 1800)
                  2. Thomas
                  3. Marie Anne Michelle
                  4. Henriette

            2. Louise (1596 - 1607)
            3. Marie (17 gennaio 1601 - 24 maggio 1665) - sposò Henri de La Trémoille (22 dicembre 1598 - 21 gennaio 1674): con discendenza;
            4. un figlio (aprile 1603 - morto poco dopo la nascita)
            5. Julienne Catherine (8 ottobre 1604 - 6 ottobre 1637) - sposò François I de La Rochefoucauld, conte di Roucy (9 settembre 1603 - 3 gennaio 1680): con discendenza;
            6. Federico Maurizio, duca d'Albret (22 ottobre 1605 - 9 agosto 1652) sposò Éléonore de Bergh (6 maggio 1613 - 14 luglio 1657) - discendenti ved sotto: Linea d'Auvergne-Bouillon
            7. Elisabeth (1606 - 1 dicembre 1685) - sposò Guy Aldonce de Durfort, marchese di Duras (1605 - 1665): con discendenza;
            8. Henri, visconte di Turenne (11 settembre 1611 - 27 luglio 1675)
            9. Henriette Catherine (11 settembre 1611 - 1677) - sposò Amaury III Gouyon, marchese de La Moussaye, conte de Quintin (1601 - prima del 1674): con discendenza;
            10. Charlotte (1613 - 1662)
            11. François (1603 - 1659)

          2. Madeleine (1556 - ?)

        2. Antoinette
        3. Renée (? - 1548)
        4. Claudine (? - 1591) - sposò Just II de Tournon, conte di Roussilon (? - 1563): con discendenza;

      2. Marguerite (1500 - 1572) - sposò Pierre de Castelnau, barone di Clermont Lodève (c.1480 - 1537): con discendenza;
      3. Gilles, signore di Limeuil - sposò Marguerite de la Cropte:
        1. Isabelle (1535 - 1609) - sposò Scipione Sardini (24 gennaio 1526 - 3 maggio 1608): con discendenza;
        2. Galliot (? - 1591)
        3. Charles (? - 1580)
        4. Jacques (? - 1591)
        5. Antoine
        6. Philippes
        7. Marguerite
        8. Madeleine
        9. Antoinette (? - 1608) - sposò Charles Robert de la Marck (15 aprile 1541 - 30 novembre 1622): con discendenza;

      4. Anne

    4. Marguerite - sposò Jean de Talleyrand-Périgord: con discendenza;
    5. Marie - sposò Moglie di Jean I, seigneur d'Hautefort e Gabriel de Pérusse: entrambi con discendenza;
2. Annet III (c.1378 - 1415) - sposò Aelips de Vendat:
  1. Antoinette - sposò in prime nozze Jacques Aubert; sposò poi Giacomo di Borbone, signore di Carency (1425 - prima del 1493): con discendenza;
3. Catherine - sposò Jean de Talaru (c.1368 - 1417): con discendenza;
4. Louis
5. Isabeau
6. Marguerite
7. Béatrix
8. Pierre

#### Linea de la Tour d'Auvergne-Bouillon
Federico Maurizio, duca d'Albret (22 ottobre 1605 - 9 agosto 1652) sposò Éléonore de Bergh (6 maggio 1613 - 14 luglio 1657):
1. Elisabeth (11 maggio 1635 - 23 ottobre 1680) - sposò Carlo III d'Elbeuf (1620 - 1692): con discendenza;
2. Louise Charlotte (30 gennaio 1638 - 16 maggio 1683)
3. Amélie (1640 - 1696) - sposò Pierre d'Orgemont: con discendenza;
4. Godefroy Maurice, duca di Bouillon (21 luglio 1641 - 25 luglio 1721) - sposò Maria Anna Mancini (1649 - 20 giugno 1714):
  1. Louis (14 gennaio 1665 - 4 agosto 1692) - sposò Anne Geneviève de Lévis (1673 - 1727)
  2. Emmanuel Théodose (1688 - 17 aprile 1730) - sposò in prime nozze Marie Armande Victoire de la Trémoille (1677 - 5 marzo 1717); sposò poi Louise Françoise Angelique Le Tellier (? - 8 luglio 1718); sposò poi Anne Marie Christine de Simiane (? - prima del 1725); sposò poi Luisa Enrichetta Francesca di Lorena (1707 - 1737):
    1. (I) Marie Madeleine (22 ottobre 1698 - 25 settembre 1699)
    2. Armande (22 agosto 1697 - 13 aprile 1717)
    3. Frédéric Maurice Casimir (22 ottobre 1702 - 1 ottobre 1723) - sposò Maria Carolina Sobieska (25 novembre 1697 - 8 maggio 1740)
    4. un figlio
    5. Marie Horténse Victoire (27 gennaio 1704 - 1741) - sposò Charles Armand René de La Trémoille (14 gennaio 1708 - 23 maggio 1741): con discendenza;
    6. Godefroy Maurice (4 maggio 1701 - 9 gennaio 1705)
    7. Charles Godefroy (16 luglio 1706 - 24 ottobre 1771) - sposò Maria Carolina Sobieska (25 novembre 1697 - 8 maggio 1740):
      1. Marie Louise Henriette Jeanne (15 agosto 1725 - 1793) - sposò Jules Hercule Mériadec de Rohan-Guéméné (25 marzo 1726 - 10 dicembre 1788): con discendenza;
      2. Godefroy Charles Henri (26 gennaio 1728 - 3 dicembre 1792) - sposò Luisa Henriette Gabrielle di Lorena (30 settembre 1718 - 5 settembre 1788); sposò poi Marie Françoise Henriette de Banastre (1775–1816):
        1. (I) Sophie Mirleau
        2. Jacques Leopold (15 gennaio 1746 - 7 febbraio 1802) - sposò Marie Hedwig Eleonore Christina d'Assia-Rosenberg (26 giugno 1748 - 27 maggio 1801):
          1. Henri:
            1. Guy - sposò Christian Georgieva Stenev:
              1. Jérome

        3. Charles Louis Godefroy (22 settembre 1749 - 23 ottobre 1767)
        4. Louis Henri (20 febbraio - 7 marzo 1753)
        5. una figlia (3 aprile 1756 - morta poco dopo la nascita)
        6. (adottato) Philippe, viceammiraglio (1754 - 1816):
          1. Mary Ann Charlotte - sposò Sir Henry Prescott, ammiraglio (1783 - 1874): con discendenza;

    8. (II) Godefroy Girault (2 luglio 1719 - 29 maggio 1732)
    9. (III) Anne Marie Louise (1 agosto 1722 - 19 settembre 1739) - sposò Carlo di Rohan-Soubise (16 luglio 1715 - 1 luglio 1787): con discendenza;
    10. (IV) Marie Sophie Charlotte (20 dicembre 1729 - 6 settembre 1763) - sposò Charles Juste de Beauvau-Craon (10 settembre 1720 - 21 maggio 1793): con discendenza;

  3. Eugene Maurice (1669 - 1672)
  4. Frédéric Jules (2 maggio 1672 - 28 giugno 1733) - sposò Olive Catherine Trente (c.1688 - 27 dicembre 1738):
    1. Godefroy Jules (1720 - 11 aprile 1733)
    2. Marie Louise Adélaide (6 dicembre 1721 - 7 gennaio 1727)
    3. Godefroy Charles Alexandre (22 agosto 1725 - 16 maggio 1733)

  5. Louis Henri (2 agosto 1679 - 23 gennaio 1753) - sposò Marie Anne Crozat (1696 - 11 agosto 1729)
  6. Marie Elizabeth (8 luglio 1666 - 24 dicembre 1725)
  7. Louise Julie (26 novembre 1680 - 21 novembre 1750) - sposò François-Armand de Rohan (1682 - 1717)
5. Frédéric Maurice (15 gennaio 1642 - 23 novembre 1707) - sposò Henrietta Franziska von Hohenzollern (1642 - 17 ottobre 1698):
  1. Frederic Godefroy (1664 - 1672)
  2. Emmanuel Maurice (3 dicembre 1670 - 17 marzo 1702)
  3. Henri Oswald (5 novembre 1671 - 22 aprile 1747)
  4. François (27 settembre 1672 - 15 luglio 1674)
  5. François Egon, marchese di Bergen-op-Zoom (15 dicembre 1675 - 25 luglio 1710) - sposò Marie Henriette d'Arenberg (30 agosto 1689 - 29 aprile 1736):
    1. Maria Enrichetta (24 ottobre 1708 - 28 luglio 1728) - sposò Giovanni Cristiano del Palatinato-Sulzbach (23 gennaio 1700 - 20 luglio 1733): con discendenza;

  6. Frédéric Constantin (1682 - 1732)
  7. Elizabeth Eléonore (1665 - 1746)
  8. Louise Emilie (1667 - 1737)
  9. Marie Anne (1669 - 1763)
  10. Henriette (1673 - ?)
  11. Thérèse Henriette (1683 - ?)
6. Emmanuel Théodose, cardinale (24 agosto 1643 - 2 marzo 1715)
7. Hyppolite (1645 - 1705), religiosa
8. Constantin Ignace (10 marzo 1646 - 3 ottobre 1670)
9. Henri Ignace (2 febbraio 1650 - 20 febbraio 1675)
10. Mauricette Fébronie (12 aprile 1652 - 20 giugno 1706) - sposò Massimiliano Filippo Girolamo di Baviera (1638 - 1705)

#### De la Tour de Roche
Jean Jacques - sposò Jeanne de Peytes de Saint-Paulet:
1. Adrien:
  1. Jean Claude:
    1. Pierre André Florent - sposò Anne Louise de Bouchet:
      1. Gabriel Florent - sposò Maria Angélique Augustine Armanda d'Aumale:
        1. Joseph Denis Edouard Bernard (13 novembre 1767 - 10 aprile 1841) - sposò Marie Louise Petronile Madelaine Rigaud de Vadreuil (24 giugno 1772 - 28 maggio 1825):
          1. Charles Melchior Philippe Bernard (6 gennaio 1794 - 18 maggio 1849) - sposò Laurence de Chauvigny de Blot (1798 - ?):
            1. Godefroi (23 ottobre 1825 - 5 maggio 1871) - sposò Emile Celeste de Montault des Isles (22 ottobre 1822 - 8 marzo 1857):
              1. Godefroi II (22 giugno 1852 - 17 gennaio 1903) - sposò Marie Léontine Antoinette Engadresme Françoise Ysore d'Hervault de Pleumartin (22 aprile 1854 - ?):
                1. Henri III (18 marzo 1876 - 29 luglio 1914) - sposò Elisabeth Marie Marguerite Berthier de Wagram (2 marzo 1885 - 29 luglio 1960):
                  1. Godefroi IV (18 agosto 1905 - 31 ottobre 1955) - sposò Manuela de Broglie (22 ottobre 1908 - 14 novembre 1970)
                  2. Charles Louis Melchior (6 maggio 1911 - 18 maggio 1993):
                    1. Georges-Henri (1939 - 1997) - sposò Marie-Solange Picot de Moras (1943):
                      1. Arielle (9 dicembre 1967) - ha sposato Hervé Borne: con discendenza;
                      2. Alexandra (1973) - ha sposato, divorziando, Hubert de Biolley (26 settembre 1966): con discendenza;

                    2. Edouard (1943):
                      1. altri tre figli
                      2. Elisabeth (1978)

                    3. Bernard (1944) - ha sposato Donatella Ferrante (1944):
                      1. Nathalie - ha sposato Jean-François Ducrest (1963): con discendenza;
                      2. Agnés (1972): con discendenza;

                    4. altri due figli

                2. Charles (1 settembre 1877 - 1940) - sposò Odette Terry y Sanchez (c.1888 - ?)
                3. Isabelle Marie Laure Fernande Charlotte Césarine (1879 - 1947)

            2. Charles Amable (6 dicembre 1826 - ?)
            3. Edouard Louis Joseph Melchior (3 agosto 1828 - ?)